# 哈斯卡拉运动

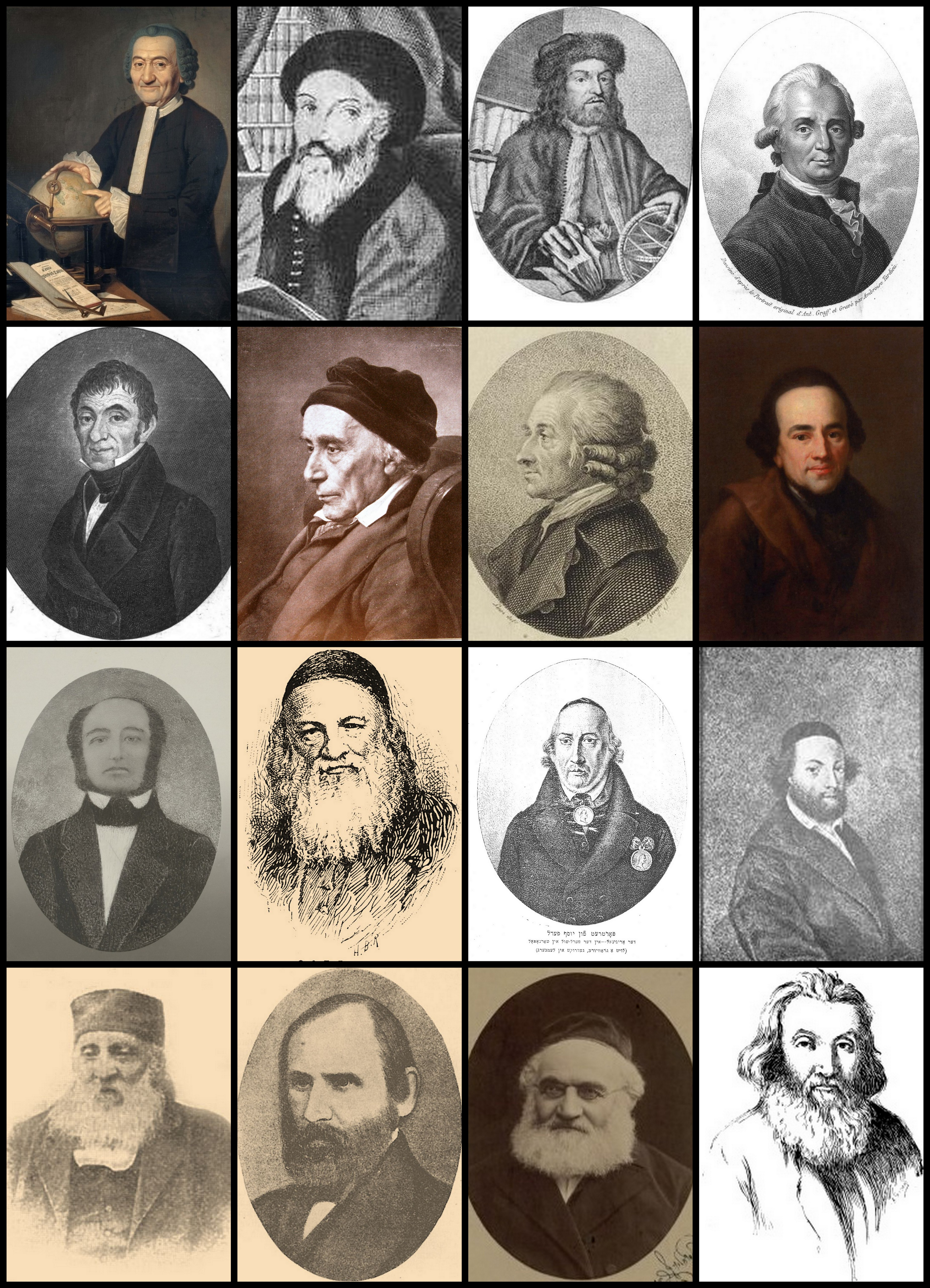
各个“马斯基尔”

哈斯卡拉运动 （希伯來語：‎：“启蒙”或“教育”，来源自“sekhel”：“智力”或“心灵”），即犹太启蒙运动，是18世纪至19世纪欧洲犹太人的一场运动。运动旨在吸收启蒙运动的价值，推动社群更好的整合进入欧洲社会；并借此增加世俗内容、希伯来语和犹太历史教育。“哈斯卡拉”标志着欧洲犹太人与世俗世界开始更广泛地接触，最终产生了犹太解放运动。阿什肯纳兹犹太人，尤其是在北美和其他英语圈地区者，作为对哈斯卡拉运动的回应，开始介入宗教运动以及犹太教宗派。领导哈斯卡拉运动的启蒙思想家称为“马斯基尔”（‎）。
在更严谨的认识上，“哈斯卡拉”可以说对圣经希伯来语研究，以及对希伯来语诗歌和希伯来文学的科学化和批判性研究做出了贡献。这一词有时还用来描述现代对犹太宗教经典的批判研究。比如对米书拿和塔木德采用不同于犹太教正统派的现代模式研究。
与欧洲启蒙运动中的自然神论不同，“哈斯卡拉”寻求现代化的犹太哲学，对犹太教信仰的批判，和犹太解放运动中所获得的生活方式 否定主义者对哈斯卡拉的态度导致了同化，并建立了改革派和新正统派。它的外延在东方抑制住了复苏的神秘主义派别和传统的学院派。早期的一些犹太人，像巴鲁赫·斯宾诺莎和迈蒙曾推动世俗主义上的身份认同，直至19世纪末为世俗的犹太政治运动来替代犹太教。在20世纪，哥舒姆·舒勒姆重塑了被哈斯卡拉所忽略的犹太神秘主义在历史上的重要性。